# Изюмов, Николай Григорьевич
Никола́й Григо́рьевич Изю́мов (1779—1849) — генерал-лейтенант, герой войн против Наполеона.

## Биография
Происходил из дворян Могилёвской губернии, родился в 1779 году.
В военную службу вступил 5 июля 1797 г. в Чугуевский уланский полк, в котором и прослужил более 37 лет.
Первой кампанией Изюмова стала русско-турецкая война 1806—1812 гг. При вторжении Наполеона в Россию в 1812 году Изюмов принял деятельное участие в его изгнании и затем находился в Заграничном походе, в котором неоднократно отличался в боях.
Во время Лейпцигской битвы (4 и 6 октября 1813 г.), произвёл против неприятельской пехоты удачную атаку с тремя эскадронами конницы и помог спасти два брошенные австрийцами орудия; 11 октября того же года, при Бутельштете, временно командуя Чугуевским уланским полком, он опрокинул шесть полков французских драгун и преследовал их более 5 вёрст, причём взял в плен более 200 человек; во главе того же полка, в сражении при Фер-Шампенуазе 16 марта 1814 г., он сделал несколько удачных атак и взял три орудия и более 300 пленных; 18 марта того же года, во время генеральной атаки Парижа, отбросил часть неприятельской артиллерии, следовавшей из Парижа в Венсен, обратно к Парижу, причём было захвачено 28 орудий, 12 офицеров и много нижних чинов. 18 марта 1814 года он был награждён орденом св. Георгия 4-й степени (№ 2891 по кавалерскому списку Григоровича — Степанова)
За отличия в сражениях с французами при Арсисе, Фер-Шампенуазе и при взятии Парижа.
В этих делах он получил несколько контузий и ран; большую часть чинов и орденов он получил за боевые отличия.
Утверждённый 2 июня 1818 года в звании командира Чугуевского уланского полка, Изюмов принял участие в войнах с Персией в 1827—1828 годах и с польскими мятежниками в 1831 году.
6 декабря 1834 года Изюмов был произведён в генерал-майоры и назначен командиром 1-й бригады 6-й лёгкой кавалерийской дивизии. С 1 августа 1836 г. генерал Изюмов служил по ведомству военных поселений, сначала в должности начальника округов 2-й уланской дивизии, а с 26 сентября 1844 г. — в должности начальника пяти округов военных поселений Киевской и Подольской губерний.
Высочайшим приказом 13 июля 1849 г. исключен из списков, как умерший.